# 干渉チェック
干渉チェック（かんしょうチェック）とは、建築設計において部材同士が重複して存在しないか確認することである。以前は積算を得意とする人が図面を入念に調べ上げて干渉部位や余剰部位を発見していたが、近年、3DCGプログラムの発展により、モデラープログラムに調べさせることが増えて来ているようである。

## 特徴
建築業界では、使用する部材の単価が明確に定められており（積算単価）、建築物の設計が終了した時点で、材料費の概算がでる。それを元に見積もりを作成し、施主に提示するが、建物が大規模になる場合、気をつけなければならないのが、材料の重複である。同じ場所に何本も同じ梁を通していたりしても、図面上では気がつきにくい事が多く、積算担当者は、図面と材料のリストと照らし合わせて確認する作業が欠かせなかった。この苦労を3DCGプログラムが代わりに行っていく事が近年増加してきている。モデラーソフトでは、同位置の3次元空間に2つ以上の部材が存在する事が許されず、干渉チェックの機能を利用し、重複箇所を素早く的確に指摘する。